# 布拉夫城 (伊利諾伊州斯凱勒縣)
布拉夫城（英語：Bluff City）是位於美國伊利諾伊州斯凱勒縣的一個非建制地區。該地的面積和人口皆未知。

## 地理
布拉夫城的座標為40°10′49″N 90°13′49″W / 40.18028°N 90.23028°W，而該地的平均海拔高度為137米（即449英尺）。